# Silber (Familienname)
Silber ist ein deutscher Familienname.

## Namensträger
- August Silber (1895–1942), estnischer Fußballnationalspieler
- Benjamin Silber (1772–1821), sächsischer Major und Schriftsteller
- Christoph Silber (* 1971), deutscher Drehbuchautor, Regisseur sowie Produzent
- Eucharius Silber († 1510), Inkunabeldrucker in Rom
- Elsa Silber (vor 1924–nach 1929), estnische Stummfilmschauspielerin
- Fabian Silber (* 2007), österreichischer Fußballspieler
- Gerhard Silber (* 1950), deutscher Ingenieurwissenschaftler, Hochschullehrer und Bildender Künstler
- Gert Silber-Bonz (1930–2023), deutscher Unternehmer
- Glenn Silber (* 1950), US-amerikanischer Dokumentarfilmer
- Irina Alexandrowna Silber (* 1983), russische Turnerin
- Irwin Silber (1925–2010), US-amerikanischer Folkmusik-Aktivist
- John Silber (1926–2012), US-amerikanischer Philosoph
- Max Silber (1883–1942), österreichischer Historiker und Archäologe, Direktor des Salzburger Stadtmuseums
- Otto Silber (1893–1940), deutsch-baltischer Fußballspieler
- Philipp Silber (1876–um 1942), österreichischer Komponist
- Rolf Silber (* 1953), deutscher Regisseur und Drehbuchautor
- Rolf-Edgar Silber (* 1949), deutscher Mediziner